# خوسيه جريكو
خوسيه جريكو (بالإيطالية: José Greco)‏ هو مصمم رقص إيطالي، ولد في 23 ديسمبر 1918 في Montorio nei Frentani ‏ في إيطاليا، وتوفي في 31 ديسمبر 2000 في لانكستر في الولايات المتحدة.

## وصلات خارجية
- الموقع الرسمي
- خوسيه جريكو على موقع IMDb (الإنجليزية)
- خوسيه جريكو على موقع قاعدة بيانات برودواي على الإنترنت (الإنجليزية)
- خوسيه جريكو على موقع قاعدة بيانات الفيلم (الإنجليزية)